# Areszt domowy (film)
Areszt domowy – amerykański film komediowy z 1996 roku w reżyserii Harry'ego Winera. Film w USA miał premierę 14 sierpnia 1996 roku, a w Niemczech 23 stycznia 1997 roku.
Budżet filmu wynosił 5 mln $. Do 20 października zarobił w USA 6 970 578 $.
Film był nagrywany w miejscowości Monrovia w stanie Kalifornia, w hrabstwie Los Angeles, gdzie znajdował się dom, w którym odbywała się główna fabuła filmu oraz w miejscowościach Defiance i Chagrin Falls (obie znajdują się w stanie Ohio). Zdjęcia trwały od 14 marca do 21 maja 1995 roku.
Czas trwania filmu wynosi 108 min.

## Obsada
- Kyle Howard – Gregory Alan 'Grover' Beindorf
- Herbert Russell – T.J. Krupp
- Jamie Lee Curtis – Janet Beindorf
- Kevin Pollak – Ned Beindorf
- Amy Sakasitz – Stacy Beindorf
- Mooky Arizona – Matt Finley
- Caroline Aaron – Louise Finley
- Alex Seitz – Jimmy Finley
- Josh Wolford – Teddy Finley
- Wallace Shawn – Victor 'Vic' Finley
- Jennifer Love Hewitt – Brooke Figler
- Ray Walston – Rocco
- Christopher McDonald – Donald Krupp
- Colleen Camp – Mrs. Burtis
- Sheila McCarthy – Gwenna Krupp
- Jennifer Tilly – Cindy Figler
- K. Todd Freeman – oficer Davis
- Daniel Roebuck – oficer Brickowski
- Ben Stein – Ralph Doyle
- Michael Hitchcock – policjant
- Rosie Winer – Flower Girl
- Jessica Frank – mała druhna